# Jan-Lennard Struff
Jan-Lennard Struff (Warnstein, Alemania; 25 de abril de 1990) es un tenista profesional alemán. 

## Carrera
Su apodo es "Struffi". Habla alemán e inglés. Comenzó a jugar al tenis a los seis años con sus padres, Dieter y Martina, entrenadores de tenis los dos. Su superficie preferida es la tierra batida, y su mejor golpe es el de revés.
Su mejor ranking individual fue el N.º 28, alcanzado en mayo de 2023. El 22 de octubre de 2018 alcanzó el puesto N.º 21 en el ranking de dobles.
Ha logrado hasta el momento 1 título de la categoría ATP 250, habiendo ganado también varios títulos Futures, tanto en individuales como en dobles.
Su primer partido en el ATP World Tour fue en la Mercedes Cup 2012 en Stuttgart, donde el torneo le otorgó una wildcard (invitación) junto a Robin Kern para disputar el dobles, perdiendo dicho partido en dos sets contra el doble alemán formado por Dustin Brown y Christopher Kas.

### 2013
El alemán terminó el año en su mejor posición como n.º 110 en su primer año completo en el ATP World Tour tras alcanzar el mejor ranking como número 95 en agosto. Logró su mejor resultado en el circuito Challenger con un récord de 27-17 en partidos, destacando las finales consecutivas en el Challenger de Heilbronn (perdión ante Michael Berrer) y el Challenger de Bérgamo (perdió ante Przysiezny) en febrero. También fue finalista en el Challenger de Ginebra (perdió ante Jaziri). Cosechó una marca de 0-7 en finales de Challenger. En partidos de Grand Slam (1-3), ganó su primer partido en Wimbledon (venció a Kavcic en primera ronda y perdió ante Chardy) al clasificarse en la previa. Perdió en primera ronda en Roland Garros (perdió ante Donskoy) al clasificarse y en el US Open (perdió ante Rufin), no pudo clasificarse para el Abierto de Australia (perdió ante Brugues-Davi en la última ronda). Alcanzó la segunda ronda en Hamburgo (venciendo a Feliciano López) y Båstad (venciendo a Fernando Verdasco). Consiguió un registro de 2-4 en arcilla, 1-2 en hierba, y 1-3 en dura.

### 2014
Jan-Lennard Struff logró superar al húngaro Marton Fucsovics en su pàís, reclamando el título del Challenger de Heilbronn-2 por 6-2, 7-65. El alemán le dio la vuelta a un registro de 0-8 en finales de Challenger para ganar su primer título. Dos semanas antes, Struff alcanzó sus primeras semifinales del ATP World Tour en el Torneo de Múnich perdiendo ante el italiano Fabio Fognini.

## ATP World Tour Masters 1000

#### Finalista (1)
| Año  | Torneo   | Superficie    | Ind/Outdoor | Oponente en la final | Resultado     |
| 2023 | 'Madrid' | Tierra batida | Outdoor     | Carlos Alcaraz       | 4-6, 6-3, 3-6 |

## Títulos ATP (5; 1+4)

### Individual (1)
| Leyenda                         |
| Grand Slam (0)                  |
| ATP Wourld Tour Finals (0)      |
| ATP World Tour Masters 1000 (0) |
| ATP World Tour 500 (0)          |
| ATP World Tour 250 (1)          |

| N.º | Fecha               | Torneo | Superficie    | Oponente en la final | Resultado |
| --- | ------------------- | ------ | ------------- | -------------------- | --------- |
| 1.  | 21 de abril de 2024 | Múnich | Tierra batida | Taylor Fritz         | 7-5, 6-3  |

#### Finalista (3)
| N.º | Fecha               | Torneo    | Superficie    | Oponente en la final | Resultado           |
| --- | ------------------- | --------- | ------------- | -------------------- | ------------------- |
| 1.  | 2 de mayo de 2021   | Múnich    | Tierra batida | Nikoloz Basilashvili | 4-6, 6-7(5)         |
| 2.  | 7 de mayo de 2023   | Madrid    | Tierra batida | Carlos Alcaraz       | 4-6, 6-3, 3-6       |
| 3.  | 18 de junio de 2023 | Stuttgart | Hierba        | Frances Tiafoe       | 6-4, 6-7(1), 6-7(8) |

### Dobles (4)
| Leyenda                       |
| Grand Slam (0)                |
| ATP World Tour Finals (0)     |
| ATP Masters 1000 (0)          |
| ATP World Tour 500 series (2) |
| ATP World Tour 250 series (2) |

| N.º | Fecha                    | Torneo   | Superficie | Pareja            | Oponentes en la final                | Resultado           |
| --- | ------------------------ | -------- | ---------- | ----------------- | ------------------------------------ | ------------------- |
| 1.  | 7 de octubre de 2018     | Tokio    | Dura       | Ben McLachlan     | Raven Klaasen Michael Venus          | 6-4, 7-5            |
| 2.  | 12 de enero de 2019      | Auckland | Dura       | Ben McLachlan     | Raven Klaasen Michael Venus          | 6-3, 6-4            |
| 3.  | 22 de septiembre de 2019 | Metz     | Dura (i)   | Robert Lindstedt  | Nicolas Mahut Édouard Roger-Vasselin | 2-6, 7-6(1), [10-4] |
| 4.  | 2 de marzo de 2024       | Dubái    | Dura       | Tallon Griekspoor | Ivan Dodig Austin Krajicek           | 6-4, 4-6, [10-6]    |

#### Finalista (4)
| N.º | Fecha                 | Torneo   | Superficie    | Pareja         | Oponentes en la final               | Resultado           |
| --- | --------------------- | -------- | ------------- | -------------- | ----------------------------------- | ------------------- |
| 1.  | 12 de enero de 2018   | Sídney   | Dura          | Viktor Troicki | Łukasz Kubot Marcelo Melo           | 3-6, 4-6            |
| 2.  | 2 de marzo de 2019    | Dubái    | Dura          | Ben McLachlan  | Rajeev Ram Joe Salisbury            | 6-7(4), 3-6         |
| 3.  | 16 de febrero de 2020 | Róterdam | Dura (i)      | Henri Kontinen | Pierre-Hugues Herbert Nicolas Mahut | 6-7(5), 6-4, [7-10] |
| 4.  | 21 de abril de 2024   | Múnich   | Tierra batida | Andreas Mies   | Yuki Bhambri Albano Olivetti        | 6-7(6), 6-7(5)      |

## Challenger

### Individuales
| N.º | Fecha                    | Torneo                     | Superficie    | Rival               | Resultado     |
| --- | ------------------------ | -------------------------- | ------------- | ------------------- | ------------- |
| 1.  | 18 de mayo de 2014       | Challenger de Heilbronn-2  | Tierra batida | Márton Fucsovics    | 6-2, 7-65     |
| 2.  | 20 de septiembre de 2015 | Challenger de Szczecin     | Tierra batida | Artem Smirnov       | 6-4, 6-3      |
| 3.  | 4 de octubre de 2015     | Challenger de Orléans      | Dura (i)      | Jerzy Janowicz      | 5-7, 6-4, 6-3 |
| 4.  | 11 de septiembre de 2016 | Challenger de Alphen       | Tierra batida | Robin Haase         | 6-4, 6-1      |
| 5.  | 9 de octubre de 2016     | Challenger de Mons         | Dura (i)      | Vincent Millot      | 6-2, 6-0      |
| 6.  | 9 de julio de 2022       | Challenger de Braunschweig | Tierra batida | Maximilian Marterer | 6-2, 6-2      |

### Dobles
| No. | Fecha                    | Torneo                     | Superficie    | Compañero         | Rival                         | Resultado        |
| --- | ------------------------ | -------------------------- | ------------- | ----------------- | ----------------------------- | ---------------- |
| 1.  | 13 de septiembre de 2014 | Challenger de Szczecin     | Tierra batida | Dustin Brown      | Tomasz Bednarek Igor Zelenay  | 6-2, 6-4         |
| 2.  | 13 de septiembre de 2015 | Challenger de Alphen       | Tierra batida | Tobias Kamke      | Victor Hanescu Adrian Ungur   | 7-6, 3-6, [10-7] |
| 3.  | 10 de septiembre de 2016 | Challenger de Alphen       | Tierra batida | Daniel Masur      | Robin Haase Boy Westerhof     | 6-4, 6-1         |
| 4.  | 13 de enero de 2017      | Challenger de Canberra     | Dura          | Andre Begemann    | Carlos Berlocq Andrés Molteni | 6-3, 6-4         |
| 5.  | 10 de septiembre de 2017 | Challenger de Génova       | Tierra batida | Tim Puetz         | Guido Andreozzi Ariel Behar   | 7-6(5), 7-6(8)   |
| 6.  | 9 de julio de 2022       | Challenger de Braunchsweig | Tierra batida | Marcelo Demoliner | Roman Jebavý Adam Pavlásek    | 6-4, 7-5         |